# Іен Гудісон
Іен Гудісон (англ. Ian Goodison, нар. 21 листопада 1972, Монтего-Бей) — ямайський футболіст, що грав на позиції захисника.
Виступав, зокрема, за клуби «Галл Сіті» та «Транмер Роверз», а також національну збірну Ямайки. Учасник чемпіонату світу 1998 року та чотирьох Золотих кубків КОНКАКАФ. Рекордсмен за кількістю зіграних матчів за національну збірну Ямайки — 128.

## Клубна кар'єра
Гудісон народився в Монтего-Бей і почав свою кар'єру в невеликих ямайських футбольних лігах, де був помічений в 1996 році Рене Сімойнсом, який запросив його прямо в національну збірну Ямайки, тренером якої і був. Наступного року став гравцем «Олімпік Гарднерс», розділяючи свій ігровий час в клубі з виступами за команду з Кайманових островів.
У 1999 році він перейшов у англійський «Галл Сіті», який виступав у Третьому дивізіоні Футбольної ліги, який тоді був четвертим за рівнем дивізіоном чемпіонату Англії. За цю команду вже виступав його партнер по збірній Теодор Вітмор. В сезоні 2000/01 Іен був визнаний найкращим футболістом «Сіті» за підсумками сезону. Він забив свій перший і єдиний гол за клуб в матчі проти «Карлайл Юнайтед» (2:1). У 2002 році, після звільнення головного тренера Браяна Літтла Гудісон повернувся на батьківщину, де два сезони виступав за команду свого рідного міста «Себа Юнайтед».
У лютому 2004 році Гудісон повернувся до Англії, ставши гравцем «Транмер Роверз», куди його запросив Браян Літтл, що сам працював з цим клубом. За час виступів у складі «Роверз» він тричі визнавався кращим футболістом клубу за підсумками сезону. В кінці сезону 2011/12 керівництво команди запропонувало Гудісону однорічний контракт і він став першим футболістом у складі команди, який виступав за клуб у віці 40 років, а вболівальники назвали Гудісона найкращим захисником, який коли-небудь виступав за команду.
У травні 2013 року контракт з Іеном був продовжений ще на рік. 13 жовтня матч проти «Бредфорд Сіті» став для Гудісона 400-м у складі «Транмер Роверз» у всіх змаганнях. У травні 2014 року контракт з командою закінчився і Ян став вільним агентом.
Завершував кар'єру на батьківщині у клубі «Гарбор В'ю».

## Виступи за збірну
3 березня 1996 року в товариському матчі проти збірної Гватемали Гудісон дебютував за збірної Ямайки. У цій же зустрічі він забив свій перший гол за національну команду.
У 1998 році він був включений в заявку збірної на участь у Золотому кубку КОНКАКАФ. На турнірі він зіграв у матчах проти команд Мексики, Сальвадору, Гватемали і двічі Бразилії. У тому ж році взяв участь у Чемпіонаті світу у Франції. На турнірі він зіграв в поєдинках проти Аргентини, Японії і Хорватії.
У 2000 році Гудісон вдруге поїхав з командою на Золотий кубок КОНКАКАФ. На турнірі він зіграв у матчах проти команд Колумбії Гондурасу. У 2009 і 2011 роках Іен в третій і четвертий раз взяв участь в розіграші Золотого кубка КОНКАКАФ, але на цих турнірах не зіграв жодної хвилини.
Протягом кар'єри у національній команді, яка тривала 14 років, провів у формі головної команди країни 128 матчів, забивши 10 голів і є рекордсменом за кількістю зіграних матчів за цю збірну.

### Голи за збірну Ямайки
| #   | Дата                | Місце                              | Противник                        | Результат | Змагання                           |
| --- | ------------------- | ---------------------------------- | -------------------------------- | --------- | ---------------------------------- |
| 01. | 3 березня 1996 року | Індепенденс Парк, Кінгстон, Ямайка | Гватемала                        | 2:0       | Товариський матч                   |
| 02. | 17 листопада 1996   | Індепенденс Парк, Кінгстон, Ямайка | Мексика                          | 1:0       | Кваліфікація чемпіонату світу 1998 |
| 03. | 24 жовтня 1997      | Бонес Парк, Кастрі, Сент-Люсія     | Сент-Люсія                       | 1:3       | Товариський матч                   |
| 04. | 22 лютого 1998      | Індепенденс Парк, Кінгстон, Ямайка | Нігерія                          | 2:2       | Товариський матч                   |
| 05. | 22 липня 1998       | Індепенденс Парк, Кінгстон, Ямайка | Кайманові острови                | 4:0       | Карибський кубок 1998              |
| 06. | 24 липня 1998       | Індепенденс Парк, Кінгстон, Ямайка | Нідерландські Антильські острови | 3:2       | Карибський кубок 1998              |
| 07. | 26 липня 1998       | Індепенденс Парк, Кінгстон, Ямайка | Гаїті                            | 2:1       | Карибський кубок 1998              |
| 08. | 29 серпня 2002      | Вікерейдж Роуд, Вотфорд, Англія    | Індія                            | 3:0       | Товариський матч                   |
| 09. | 18 серпня 2004      | Індепенденс Парк, Кінгстон, Ямайка | США                              | 1:1       | Кваліфікація чемпіонату світу 2006 |
| 10. | 15 червня 2008      | Індепенденс Парк, Кінгстон, Ямайка | Багами                           | 7:0       | Кваліфікація чемпіонату світу 2010 |

## Титули і досягнення
- Переможець Карибського кубка: 1998
- Футболіст року в «Галл Сіті»: 2000—01